# Alfarería y mitos creadores

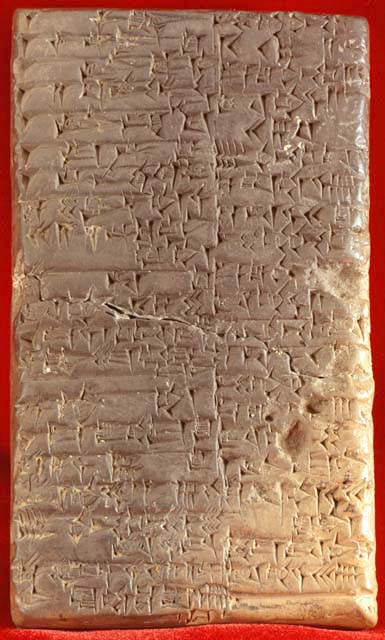
Tablilla cerámica en escritura cuneiforme.

La alfarería y mitos creadores se encuentra unida al origen de la vida y al origen del hombre por medio de relatos de numerosas religiones y mitologías de antiguas culturas en las que se explica el nacimiento de los seres humanos efectuado por dioses creadores que ejercen de alfareros. Dos ideas principales son las que muestran todos los textos: la creación a través de un orden cósmico, donde la vida de los seres humanos surge de la evolución de la propia naturaleza y la segunda, la del Ser supremo creador que amasa la arcilla modeladora del hombre, con la tierra y el agua o incluso con su propia sangre. Las tablillas cerámicas de finales del milenio IV a. C. con escritura cuneiforme procedentes de la biblioteca de Asurbanipal en Nínive, son el documento más antiguo donde se relata la creación del hombre por medio del modelado.

## Mitología babilónica

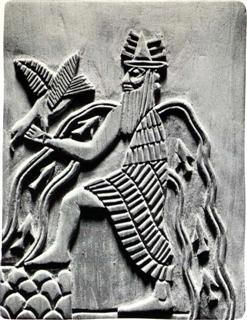
Enki que junto con Marduk fueron los encargados de crear a los primeros hombres según el poema babilónico Enuma Elish.

En el poema babilónico Enuma Elish (669 a. C. - 627 a. C.), redactado en siete tablillas reproducidas de originales más antiguos, y que fueron halladas en las ruinas de la biblioteca de Asurbanipal, se relata que de la fusión del agua dulce (Apsu, principio masculino) con la salada (Tiamat, principio femenino) derivan todos los seres, incluso los dioses. Según esta cosmogonía, antes de que el cielo y la tierra tuviesen nombre (no tener nombre equivalía a no existir), estos dioses engendraron una familia y uno de sus descendientes el dios Marduk junto con Enki son los creadores de los hombres: 

Amasaré la sangre y haré que haya huesos. Crearé una criatura salvaje, 'hombre' se llamará. Tendrá que estar al servicio de los dioses, para que ellos vivan sin cuidado.

 Así para formar la Tierra, Marduk empleó un procedimiento de mezclar barro y cañas construyendo una barca, sobre la cual creó al hombre, con su propia sangre amasada con el barro. Otro mito de esta versión babilónica es la del Diluvio Universal, cuando una vez creado el hombre, los dioses decidieron aniquilar la raza humana por lo que resolvieron inundar la Tierra con diluvio y el dios Enki se apiadó y contó el secreto a una hilera de cañas que con su rumor consiguieron que llegara a oídas de Utnapishtim, rey de la ciudad de Shurupak, diciéndole: 

Destruye tu casa y construye una barca, deja las riquezas y busca la vida. Haz que suban a tu nave semillas de vida de toda especie [...].

## Mitología sumeria

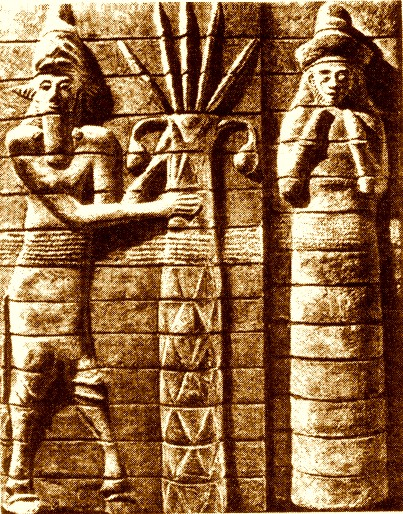
La diosa Ninhursag, que es conocida con numerosos nombres, entre los que se encuentra Aruru.

En la mitología sumeria, se cuenta cómo los habitantes de Uruk, cansados de la forma de gobernar de Gilgamesh (hacia el 2650 a. C.), rogaron a los dioses que los librara del rey déspota , el dios Anu, encargado de escuchar las quejas del pueblo pidió a Aruru que creara un ser tan fuerte como Gilgamesh: 

Tu, Araru, que creaste a la humanidad, crea ahora una copia de Gilgamesh: este hombre a su debido tiempo lo encontrará y mientras luchen entre ellos Uruk vivirá en paz.[...] La diosa Araru, cuando oyó este ruego, imaginó una imagen semejante al del dios Anu, humedeció sus manos, amasó un bloque de arcilla, modeló sus contornos y formó al valiente Enkidu, el héroe augusto, esencia del dios Ninurta. Todo su cuerpo es velludo, sus cabellos están peinados como los de una mujer, son espesos como la cebada de los campos. (Poema de Gilgamesh.Tablilla I, columna II)

 El poema de Gilgamesh fue compuesto a finales del tercer milenio o principios del segundo antes de Cristo, con referencias de otros anteriores. A pesar de que la diosa Aruru empleó sus manos humecidas para la creación del doble de Gilgamesh, en la época de la redacción del poema, hacia el 3500 a. C., ya se había inventado en Uruk el torno de alfarero; era una rueda de 90 centímetros de diámetro por 12 de espesor que se giraba con la mano izquierda mientras se sostenía la vasija con la derecha. En fecha posterior se inventó en la misma zona el torno de pie.

## Mitología egipcia

Jnum, «el que modela».

Entre los egipcios una de las divinidades más importantes era Jnum «El que modela», perteneciente a la tríada de Elefantina del alto Egipto. Estaba representado como hombre con cabeza de carnero y era dios creador en la mitología egipcia. Se cuenta que en tiempos remotos modeló en su torno de alfarero un huevo de donde surgió la luz solar dando vida a la humanidad; así mismo se le considera creador de los humanos. Con el tiempo, cansado, rompió la rueda de su torno y colocó en cada mujer una parte de ella, de esta manera pudieron reproducirse los humanos sin su intervención. Según Beltz explica al dar vida a una reina comentó:

Quiero obsequiarte con el cuerpo de una diosa. Serás perfecta como todos los dioses y recibirás de mi felicidad y salud y las coronas de ambos países y estarás en la cumbre de todos los seres vivientes al ser reina del alto y del bajo Egipto.

## Mitología griega
A Prometeo, hijo de Japeto, se le considera como el padre de la Ciencia y del Arte como el Titán amigo de los mortales, el que modela el esqueleto como forma fundamental del cuerpo humano. Se dice que fue el que dio el fuego a los hombres, después de robarlo a los dioses. El poeta romano Ovidio en su obra Las Metamorfosis Libro I, explica:

...así nació el hombre y, el hijo de Japeto, mezclándolo con agua de lluvia, modeló ese germen a imagen de los dioses que rigen todas las cosas.Y mientras los demás animales miran inclinados a la tierra, dio al hombre un rostro levantado y le ordenó que mirara al cielo y levantara el rostro alto hasta las estrellas. (Metamorfosis, I, 78 y ss.)

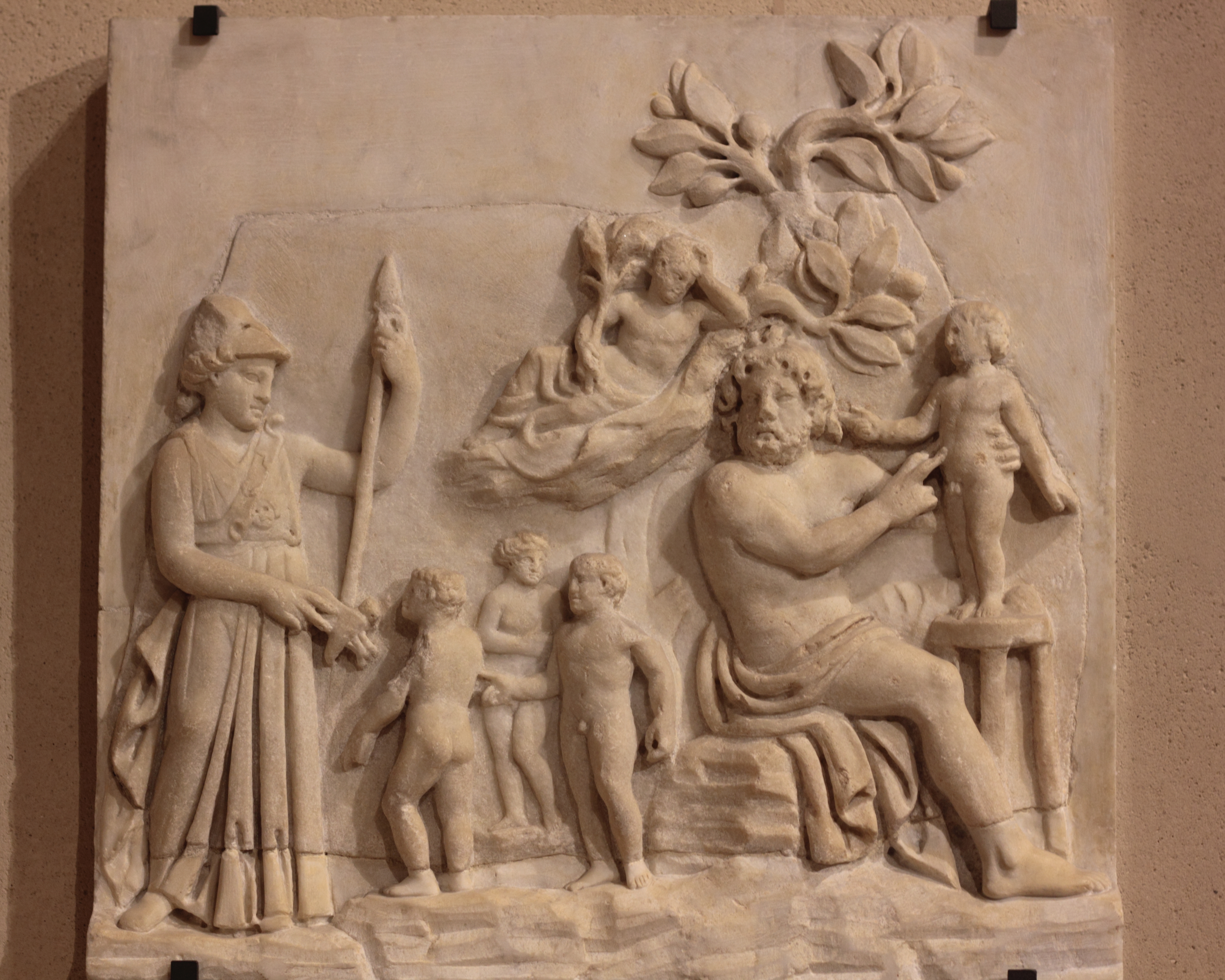
Creación del hombre por Prometeo. Museo del Louvre.

La Biblioteca mitológica, recoge una versión según la cual Prometeo fue el creador de los hombres, modelándolos con barro. En el mito de Prometeo se cuenta que cuando ya estaba todo creado faltaba el ser que pudiera albergar dignamente el espíritu. Prometeo bajó a la Tierra y cogiendo arcilla modeló una criatura a imagen de los dioses. Para animar esa arcilla modelada pidió a todos los animales cualidades, buenas y malas, y las encerró en el pecho de la figura. La olímpica Atenea, diosa de la sabiduría y amiga de Prometeo, quedó admirada e infundió en la figura el hálito divino.
En las Fábulas de Higino, la diosa Inquietud modelaba figuras de barro a la orilla de un río cuando pasó Zeus y al verlas tan bellas quiso darles vida infundiéndoles calor con sus manos colocadas sobre la cabeza de las figuras, con lo que consiguió que empezaran a respirar

## Mitología china

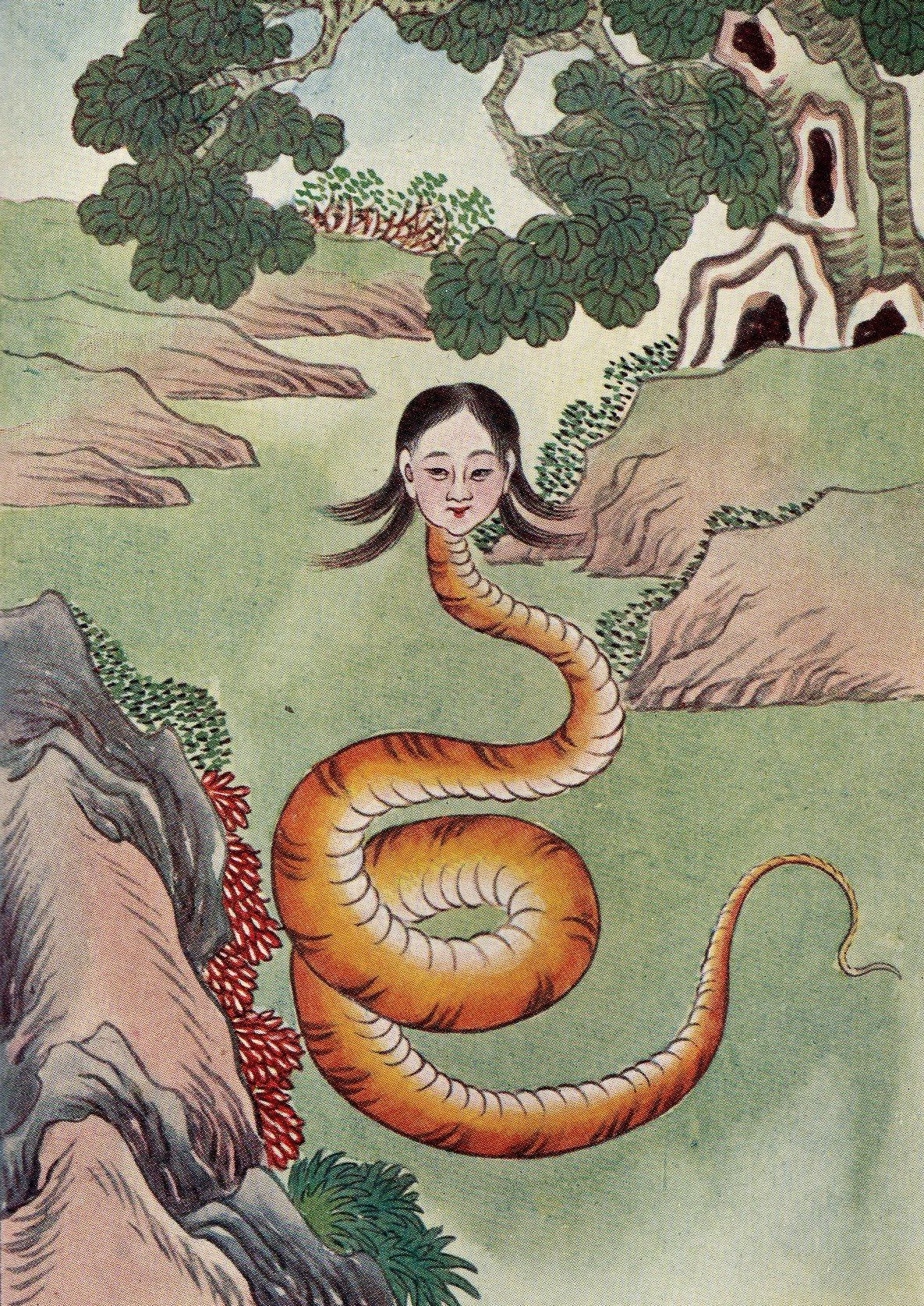
Nüwa en Mitos y leyendas de China por E. T. Chalmers Werner (1922).

La diosa Nüwa tenía la parte inferior del cuerpo semejante a un dragón. Habiendo existido desde el comienzo del mundo y sintiéndose sola comenzó a crear animales y seres humanos. El primer día creó el gallo; el segundo, el perro; el tercero, la oveja; el cuarto, el cerdo; el quinto, la vaca; el sexto, el caballo y el séptimo comenzó a crear a los hombres usando arcilla del río Amarillo. Los primeros seres humanos los realizó parecidos a ella en hermosura, aunque los dotó con piernas para que pudieran caminar erguidos. Para conseguir hacer gran cantidad, utilizó un junco con el que lanzaba gotas de limo que al caer sobre la tierra formaban hombres y mujeres.

## Mitología quiché
En el Libro del Consejo o Popol Vuh del pueblo quiché precolombino, los dioses también usaron el barro para la formación del primer hombre, aunque cuando llovía se deformaba y no resistía el agua —lo que permite pensar que se habla de una etapa pre-cerámica donde la cocción no existía o se hacía a muy baja temperatura—. Resolvieron entonces hacerlo con madera sin buen resultado y finalmente lo consiguieron con maíz.

Entonces fue la creación y la formación. De tierra, de lodo hicieron la carne [del hombre]. Pero vieron que no estaba bien, porque se deshacía, estaba blando, no tenía movimiento, no tenía fuerza, se caía, estaba aguado, no movía la cabeza, la cara se le iba para un lado, tenía velada la vista, no podía ver hacia atrás. Al principio hablaba, pero no tenía entendimiento. Rápidamente se humedeció dentro del agua y no se pudo sostener.

## Religiones

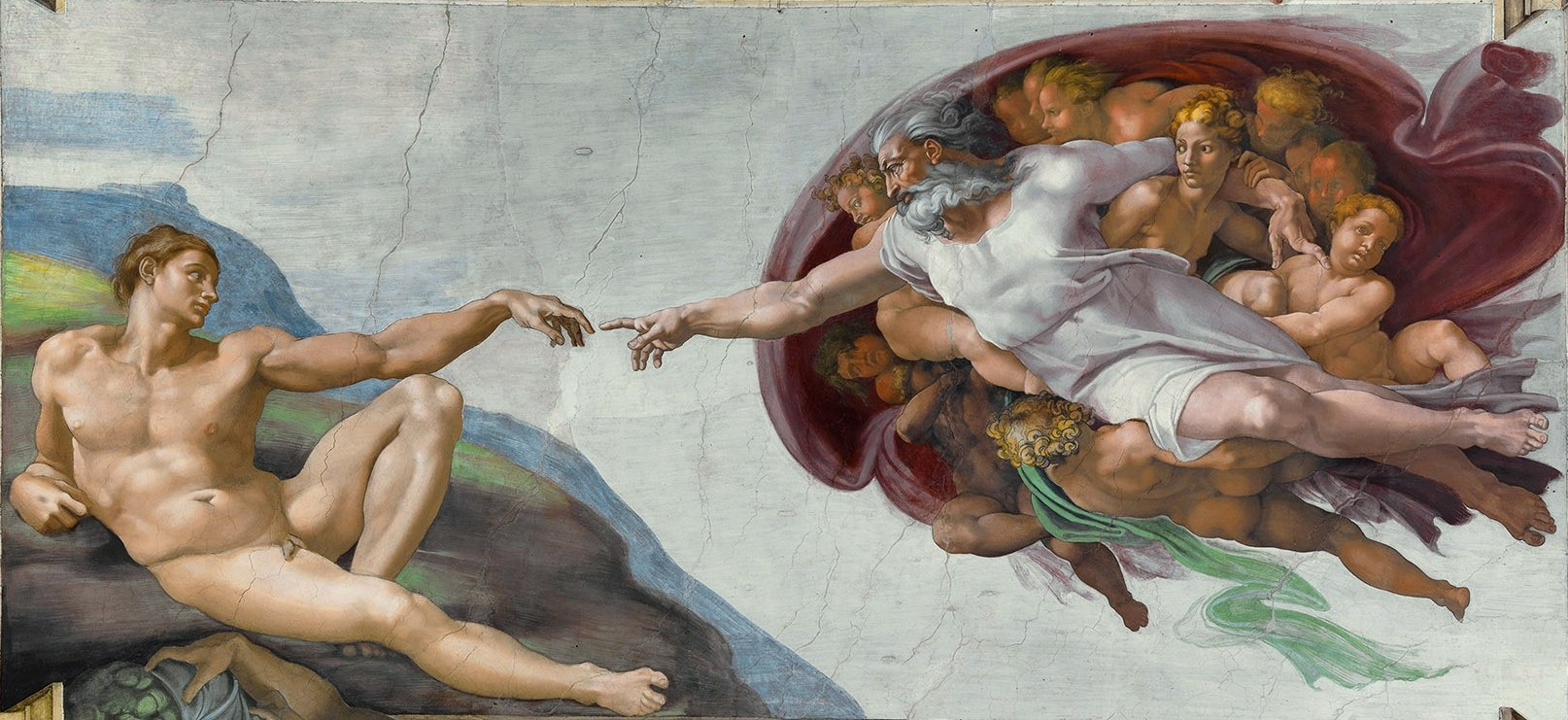
La creación de Adán por Miguel Ángel.

En las religiones judeocristianas que adoptaron la Biblia como libro sagrado, en su primer libro llamado Génesis, se relata la creación del mundo. En el capítulo 2 sobre el Paraíso se describe la creación por Dios del primer hombre Adán, que lo modela a su semejanza y con un soplo le infunde vida. 

Aún no había plantas ni había brotado la hierba, porque Dios el Señor todavía no había hecho llover sobre la tierra, ni había nadie que la trabajara. Sin embargo, de la tierra salía agua que regaba todo el terreno. Entonces Dios el Señor formó al hombre de la tierra misma, y sopló en su nariz y le dio vida. Así el hombre se convirtió en un ser viviente.Génesis 2:5-7